# Pakapasan Hilir
Pakapasan Hilir is een bestuurslaag in het regentschap Kuningan van de provincie West-Java, Indonesië. Pakapasan Hilir telt 770 inwoners (volkstelling 2010).